# Marmul (distrikt)
Marmul är ett distrikt i Afghanistan. Det ligger i provinsen Balkh, i den norra delen av landet, 290 kilometer nordväst om huvudstaden Kabul. Administrativ huvudort är Marmul.
Distriktet beräknades år 2022 ha cirka 13 000 invånare.